# Dam tot Damloop 2010
De Dam tot Damloop 2010 werd gehouden op zondag 19 september 2010. Het was de 26e editie van deze loop. De hoofdafstand was 10 Engelse mijl (16,1 km). Er werd gestart vanaf de Prins Hendrikkade in het centrum van Amsterdam en via de IJ-tunnel gelopen naar het centrum van Zaandam.
De overwinning in deze wedstrijd ging bij de mannen naar de Kenian John Mwangangi in 45.26. Hij had slechts één seconde voorsprong op zijn landgenoot Moses Masai. Ayele Abshero uit Ethiopië maakte het podium compleet door in 45.33 te finishen. Bij de vrouwen was de tot Nederlandse genaturaliseerde Hilda Kibet het snelste met een tijd van 51.30. Ze had hiermee een ruime voorsprong op de rest van het vrouwenveld. De man-vrouw wedstrijd werd dit jaar gewonnen door de mannen.
Naast de 10 Engelse mijl stonden ook een 4 Engelse Mijl Damloop (6,4 km) en Mini Dam tot Damlopen op het programma.

## Wedstrijd
Mannen
| rang   | naam                     | land | tijd  |
| ------ | ------------------------ | ---- | ----- |
| Goud   | John Mwangangi           | KEN  | 45.26 |
| Zilver | Moses Masai              | KEN  | 45.27 |
| Brons  | Ayele Abshero            | ETH  | 45.33 |
| 4      | Jonathan Mayo            | KEN  | 45.33 |
| 5      | Nicolas Kiprono          | UGA  | 46.29 |
| 6      | Tariku Bekele            | ETH  | 46.44 |
| 7      | Abebe Dinkesa            | ETH  | 47.26 |
| 8      | Allan Noliwa             | KEN  | 47.27 |
| 9      | Abdelhadi El Hachimi     | MAR  | 47.46 |
| 10     | Koen Raymaekers          | NED  | 47.51 |
| 11     | Patrick Stitzinger       | NED  | 48.08 |
| 12     | Jamal Baligha            | MAR  | 48.39 |
| 13     | Tom Wiggers              | NED  | 48.44 |
| 14     | Stefan Van Den Broek     | BEL  | 48.57 |
| 15     | Ronald Schröer           | NED  | 49.10 |
| 16     | Lander Van Droogenbroeck | BEL  | 49.44 |
| 17     | Erik Sanders             | NED  | 50.15 |
| 18     | Pim Molenaar             | NED  | 50.56 |
| 19     | Raymon van den Berg      | NED  | 50.59 |
| 20     | Rens Dekkers             | NED  | 51.04 |

Vrouwen
| rang   | naam                  | land | tijd  |
| ------ | --------------------- | ---- | ----- |
| Goud   | Hilda Kibet           | NED  | 51.30 |
| Zilver | Lornah Kiplagat       | NED  | 52.03 |
| Brons  | Mestawat Tufa         | ETH  | 52.43 |
| 4      | Aniko Kalovics        | HUN  | 53.42 |
| 5      | Salina Kosgei         | KEN  | 53.51 |
| 6      | Pauline Wangui        | KEN  | 54.07 |
| 7      | Gatheru Hanna Wanjiru | KEN  | 54.09 |
| 8      | Pauline Wambui        | KEN  | 54.37 |
| 9      | Frehiwot Gosku        | ETH  | 54.46 |
| 10     | Karolina Jarzynska    | POL  | 54.56 |
| 11     | Helah Kiprop          | KEN  | 55.08 |
| 12     | Merel de Knegt        | NED  | 56.02 |
| 13     | Inge de Jong          | NED  | 57.22 |
| 14     | Lindsay van Marrewijk | NED  | 57.33 |
| 15     | Mariska Kramer        | NED  | 58.10 |

1985 ·
1986 ·
1987 ·
1988 ·
1989 ·
1990 ·
1991 ·
1992 ·
1993 ·
1994 ·
1995 ·
1996 ·
1997 ·
1998 ·
1999 ·
2000 ·
2001 ·
2002 ·
2003 ·
2004 ·
2005 ·
2006 ·
2007 ·
2008 ·
2009 ·
2010 ·
2011 ·
2012 ·
2013 ·
2014 ·
2015 ·
2016 ·
2017 ·
2018 ·
2019